# Wundschuh
Wundschuh est une commune autrichienne du district de Graz-Umgebung en Styrie.